# 예레미야서

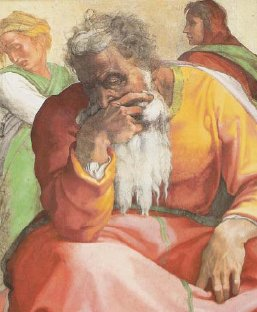

예레미야서(-書, 히브리어: ירמיהו, 그리스어: Ἱερεμίας, 영어: Book of Jeremiah)는 예언자 예레미야의 예언이자 하나님의 말씀을 담았다고 전해지는 구약성경의 예언서이다.
자신의 동족들로부터 멸시를 받고 박해를 받으면서 기록했으며 자신의 설교들과 표적들을 통해 하나님의 뜻에 복종하는 것만이 심판을 피할 수 있는 유일한 길임을 선포했다.

## 예레미야의 발생과 편찬
예레미야가 여호와(야훼)께서 이스라엘을 심판하셨다가 다시 고쳐주실 날을 기대하면서, 땅을 샀다고 말하는 내용이 있는 것으로 보아, 이는 이스라엘이 바빌론의 침공으로 몰락한 후에 쓰여진 것으로 추정된다.바룩이 대필하였고, 보관한 기록들이 훗날 집대성할 만큼의 권위를 얻은 것으로 보아야한다.

## 구조
예레미야를 구분하는 방법으로는 여러가지가 있는데, 그 중 하나는 다음과 같다.
- 1:1-19, 예레미야의 소명
- 2:1-6:30, 심판에 대한 선포와 회개의 촉구
- 7:1-10:25, 이스라엘의 예배에의 불성실
- 11:1-20:18, 언약에서의 불성실; 하나님과 예레미아가 이스라엘의 죄에 대항하여 투쟁함
- 21:1-24:10, 유다 왕과 예언자의 타락
- 25:1-38, 바빌론을 통한 하나님의 모든 열방을 향한 심판, 그리고 바빌론을 심판하심
- 26:1-29:32, 바빌론 패권의 조짐
- 30:1-33:26, 위로의 책
- 34:1-36:32, 유다 왕과 사람들이 예레미아의 전하는 말씀을 거부함
- 37:1-39:18, 유다의 멸망
- 40:1-45:5, 남은 자들의 운명
- 46:1-51:64, 열방에 대한 계시
- 52:1-34, 예루살렘의 멸망에 대한 보충 설명, 성전 파괴

서론격인 1장은 예레미야의 신상과 예언자로서의 부름과 그가 받은 지침 등을 묘사하고 있다.
2-45장에서 예레미야의 메시지는 비유들과, 설교들, 상징적 행동을 통한 교훈 등 다양한 방법들을 통해 전달되었다. 12편의 설교들에서 예레미야는 유다의 임박한 심판들의 원인을 열거하고 있다. 우상을 따름으로써 백성들은 그들의 공허한 고백과 하나님의 언약(계약)에 대한 불순종, 우상숭배, 성전은 무너지지 않는다면서 하나님의 심판을 믿지 않는 자만등으로 인해 질책을 받았다. 예레미야는 백성들의 회개를 촉구했지만 그들의 죄는 너무나 극심했으므로 슬퍼할 수밖에 없었다. 예레미야는 포로로 사로잡혀가는 사건이 결코 일어나지 않을 것이라는 거짓 평화를 외치면서 백성들의 비위를 맞추던 거짓 예언자들의 메시지와는 반대로, 70년 동안 포로 생활이 지속될 것을 선포했다. 그의 메시지 때문에(2:25), 예레미야는 치욕과 반대를 겪었다. 또한 그는 백성들에게 새 언약 아래서 누리게 될 회복과 소망을 확신시켜 주었다.
46~51장은 이방 아홉 개 국가들을 향한 일련의 예언적 경고들로 이루어졌다(이집트, 블레셋, 모압, 암몬, 에돔, 다마스쿠스(시리아), 아라비아, 엘람, 바빌론 등).
52장은 40년에 걸친 예레미야의 심판의 선포는 마침내 한 사건에 의해 확증되었는데(열왕기하 25장, 역대하 36장, 예레미야 39장, 52장), 예루살렘은 포위되고 파괴되었으며 약탈을 당했다. 지도자들은 죽임을 당했고 포로들은 바벨론으로 끌려갔다.

## 내용
예루살렘 성전은 멸망하지 않는다면서 즉, 여호와(야훼)의 심판은 없을 것이라며 마음놓고 죄 짓던 사람들 앞에서 외롭게 외친 심판설교가 주요 내용이다. 하나님께서는 그분의 백성이라고 해도 회개하지 않으면 심판하시는 공의의 하나님이심을 경고하는 것이다. 

### 예레미야 예언자의 출신배경
예레미야 예언자는 제사장 성읍이자 솔로몬 왕과 아도니야와의 권력투쟁(왕자의 난)에서 패한 아비아달계 제사장들의 귀양지였던 아나돗 태생의 제사장으로, 제사장 힐키야의 아들이다. 요시야 13년(기원전 627년)에 활동을 시작했으며, 여호아하스, 여호야킴, 여호야긴, 시드기야왕시대에 살았다. 그는 아시리아의 멸망과 바빌로니아의 부흥이라는 서아시아의 정세변화와 이로 인해 유다가 멸망한 시대에 살았으며, 망명자들에 의해 강제로 이집트로 끌려갔다. 그래서 그의 마지막 설교는 이집트에서 했다.(예레미야 44장)

### 시대 배경
당시 앗시리아 제국의 멸망 과정에서 다른 제국들간의 전쟁이 일어났고 그 사이에 유다 왕국도 멸망의 길을 피할 수 없었다. 결국 갈그미스 전투에서 느부갓네살이 결정적인 승리를 거두게 되었고 이후 페르시아 발흥까지 전 세계는 바벨론의 손아래에 들어가게 되었다.
유다에서는 요시아에 의해서 발견된 율법책을 따라서 개혁을 시작했고, 이집트와 바벨론의 세력 확장의 틈바구니에서 요시아는 이집트의 느고에게 대항하다가 죽임을 당하고 만다. 이때로부터 여러 왕들이 이집트와 바벨론 사이를 오가며 추종하며 살아남기 위한 작전을 벌였으나, 결국 여호야김이 바벨론에 반기를 든 대가로 바벨론에 의해 586년 멸망을 당하고 말았다.
예레미아는 유다가 주변 국가들의 제국주의적인 야망의 부활과 결강(결괴) 속에서 자신의 독립을 유지하려고 애쓰는 그 격동의 시절을 목도 하였다. 예레미아는 애국주의, 친 바벨론계와 친 이집트계의 갈등, 강경파와 온건파 사이의 투쟁 등을 생생하게 잘 묘사하고 있으며, 이런 세월 속에서 예레미아 자신이 소명을 받았다.

### 잘못된 신학에 저항한 심판설교
예레미야서는 유다 왕국의 암흑기 때에 유다의 가장 위대한 예언자들 중 한 사람의 심판설교에 대한 기록이다. 예레미야는 예루살렘 성전을 불멸의 존재로 여기며 하나님 말씀을 마음놓고 어기던 유다를 향해 있을 야훼의 심판을 40년 동안 충실하게 선포했고, 그 대가로 박해 ,폭력 격리, 수감 등을 당했다. 흔히 예레미야에 대해 유다의 타락과 임박한 운명을 슬퍼한 '눈물의 예언자','섬세한 여성적인 예언자'라고 해석하는데, 이는 오해이다. 히브리 성서에 나오는 예레미야는 잘못된 성역에 맞선 역동적인 예언자, 다윗 왕조와 예루살렘 성전을 불멸의 존재로 여기던 잘못된 통념에 성전설교로 도전한 용감한 예언자였다.
다윗 이후로 예루살렘으로 예배를 집중시킨 조치는, 야훼께서 자신들과 함께 계시기 때문에 안전하다는 생각을 하게 만들었고, 토라는 경건을 통해 이득을 취하는 방법으로 전락했으며, 현상을 유지하는 방책으로 사용되었다. 예레미야는 이 거짓된 지혜를 규탄했다. 그리고 모세에게 주어졌던 신명기적 계약 신앙의 부활을 꾀했다.

### 타협없는 야훼의 말씀 전달
바빌론 침략을 통한 야훼 하나님의 심판이라는 그의 강력한 설교 내용 때문에, 심한 박해를 겪어야 했다. 왜냐하면 당시 이스라엘 사람들은 하나님이 다윗 왕조와 맺으셨다는 언약에 근거, 야훼의 성전은 무너지지 않는다고 자만했는데, 이에 대해 예레미야는 너희가 율법, 즉 '하나님의 말씀'을 무시하면서 죄를 짓는 생활태도를 바꾸지 않는다면 심판이 있을 것이라며 유다 백성들의 비위를 건드렸기 때문이다. 자신의 고향인 아나돗에서 위협을 받았고, 예루살렘의 제사장들과 하나님의 심판은 없다는 거짓 예언을 하면서 대중들의 비위를 맞추는 거짓 예언자들에 의해서 생명을 위협받기도 했으며, 여호야김 왕에게 위협을 느껴 도피했고, 거짓 평화를 외치는 예언자인 하나냐에 의해서 공적으로 모욕을 받았으며 웅덩이에 던져지기도 했다. 예레미야는 예언활동 초기로부터 여호야김 왕 4년에 이르기까지의 자신의 모든 예언들을 기록하도록 그의 서기였던 바룩에게 구두로 서술했다.

### 기록 연대와 배경
예레미야는 스바니야(스바냐), 하바꾹(하박국), 다니엘, 에제키엘(에스겔) 등과 동시대인이었다. 그의 예언 활동은 대략 기원전 627년으로부터 580년까지에 걸쳐 나타났다. 예레미야는 요시야 왕 치세 동안 순조롭게 활동했다. 요시야 왕은 이집트의 파라오 느고에 의해 기원전 609년에 죽음을 당했다. 예레미야의 예언서에서는 야훼 하나님은 인내가 많고 거룩하신 심판을 늦추시며 너무 늦기 전에 그의 백성들로 회개하도록 촉구하시는 분 그리고 하나님의 심판은 없을 것이라면서 자만하는 자들을 예레미야 예언자를 통해서 경고하시는 분으로 묘사되었다.

## 해석
구약성서 학자 오택현 영남신학대학교 구약학 교수는 다음과 같은 해석을 했다.
- 사회적 약자를 외면한 채 "교회는 하나님께서 세우셨으므로 심판받지 않는다"라면서 기복신앙과 자아도취에 빠지지 않았는지 반성해야 한다.
- 교회는 "우리는 야훼를 섬기므로, 교회에 다니므로 안전하다"라며 스스로 성역화해서는 안 된다. 예수께서는 성역화되어버린 교회에 대해 "나의 교회를 도적의 소굴로 만들었다"라며 책망하실 것이다.
- 갈등해소를 위해 기도해야 할 교회가 오히려 기득권을 지키기 위해 갈등을 부추기는 모습은 예레미야 시대의 종교 귀족들의 모습과 비슷한 모습이다.
- 하나님의 심판을 받지 않는 대상은 없다. 교회도 회개하지 않으면 하나님께 심판받는다. 하나님은 죄를 묵인하는 분이 아니라, 예루살렘 성전과 실로 성소를 파괴하는 심판으로 유다 백성의 죄를 심판하신 정의의 하나님이시다.

## 같이 보기
- 긴 탄식
- 애가
- 예레미야의 편지